# Часовоярське родовище вогнетривких глин
Часовоя́рське родо́вище вогнетривки́х глин — Артемівського району Донецької обл., площа — 50 км², складається з 10 ділянок. Вогнетривкі глини належать до полтавської серії неогену; глини — пластові поклади серед кварцових пісків тієї ж серії. Потужність пластів глин від 3—4 до 12 м. Переважають різних відтінків сірі глини, у верхніх горизонтах вони забарвлені в строкаті кольори. Білий різновид глин зустрічається рідше. Найціннішими високоякісними є темно-сірі, жирні пластичні глини, що залягають в нижній частині товщі. Глини відрізняються низькою т-рою сплавлення (1 000—1 250°С), високою пластичністю (число пластичності 16—44) і низьким вмістом лугів. Вогнетривкість знаходиться в межах 1 650—1 730°С.